# Tim Hunt
Richard Timothy (Tim) Hunt FRS (Neston, 19 februari 1943) is een Brits biochemicus en Nobelprijswinnaar. In 2001 won hij samen met Leland H. Hartwell en Paul Nurse de Nobelprijs voor Fysiologie of Geneeskunde voor de ontdekking van cycline en cycline-afhankelijke kinase, centrale moleculen in de regulatie van de celcyclus.

## Biografie
Hunt werd geboren als zoon van Richard William Hunt, een paleografie-leraar, en Kit Rowland. In 1945 verhuisde de familie naar Oxford. Hunt leerde al op jonge leeftijd Latijn van een gouvernante. Op zijn achtste mocht hij naar de Dragon School, waar hij voor het eerst interesse kreeg in biologie dankzij zijn Duitse leraar Gerd Sommerhoff. Op zijn veertiende ging hij naar Magdalen College aan de Universiteit van Oxford.
In 1961 ging Hunt natuurwetenschappen studeren aan Clare College, Cambridge. Hij studeerde in 1964 af, waarna hij direct werd aangesteld aan de faculteit Biochemie. Hier werkte hij samen met wetenschappers als Louis Reichardt en Tony Hunter. In 1965 kreeg hij dankzij Vernon Ingram interesse in hemoglobinesynthese. Daarom werkte hij in 1966 van juli tot oktober in het lab van Irving London. In 1968 voltooide hij zijn Ph.D., waarna hij terugkeerde naar London’s lab in New York. Hier werkte hij samen met Nechama, Edward Kosower en Ellie Ehrenfeld.
Terwijl hij in 1982 zomerwerk deed in het Marine Biological Laboratory in Woods Hole, Massachusetts, ontdekte hij cycline-moleculen. Hij gebruikte voor dit onderzoek eitjes van zee-egels. Hunt ontdekte dat cycline gesynthetiseerd wordt nadat de eitjes zijn bevrucht en toeneemt tijdens de interfase, maar vervolgens razendsnel afneemt midden in de mitose van elke celdeling. Hij ontdekte ook dat cycline aanwezig is in cellen van gewervelden.
Vanaf 1990 werkte hij bij het Imperial Cancer Research Fund. In 1991 werd hij lid van de Royal Society, en in 1999 van de National Academy of Sciences. In 2006 werd Hunt zowel de Royal Medal. als de adellijke titel Knight Bachelor verleend "voor zijn diensten aan de wetenschap", zodat hij zich sindsdien Sir Tim Hunt mag noemen.
Hunt is voorts vanaf 2010 lid van The Scientific and Academic Advisory Committee van The Weizmann Institute of Science te Rehovot - Israel.
Daarnaast is Hunt actief voor de organisatie Scholars for Peace in the Middle East (SPME) door zijn naam te verbinden aan een door deze NGO in 2010 opgesteld manifest, waarin 41 academische Nobelprijswinnaars zich collectief uitspreken tegen boycotacties jegens universiteiten en andere academische instituten in Israël vanuit universiteiten elders in de wereld.

## Incident
Tijdens een lunch in Seoel voor vrouwen in de wetenschap in juni 2015 maakte Hunt een grapje over het werken met jonge wetenschapsters: De losse opmerking werd op sociale media als 'seksistisch' opgevat en kreeg veel media-aandacht. Al dezelfde dag distantieerde de Royal Society zich van de opmerking. De Nobelprijswinnaar moest zijn positie als ereprofessor aan University College London opgeven, de European Research Council dwong hem op te stappen en hij trok zich terug uit de Biological Sciences Awards Committee van de Royal Academy. Er waren ook veel prominenten, vrouwelijke wetenschappers en studenten die voor hem opkwamen. Een petitie om hem in ere te herstellen sneuvelde bij de rector van het UCL, die vond dat rehabilitatie "een verkeerd signaal zou afgeven". Wel werd hij door de Royal Society gerehabiliteerd. De affaire gonsde lang na in de wetenschappelijke wereld en in de sociale media.
1901: Behring · 
1902: Ross · 
1903: Finsen · 
1904: Pavlov · 
1905: Koch · 
1906: Golgi, Ramón y Cajal · 
1907: Laveran · 
1908: Mechnikov, Ehrlich · 
1909: Kocher · 
1910: Kossel · 
1911: Gullstrand · 
1912: Carrel · 
1913: Richet ·
1914: Bárány · 
1919: Bordet · 
1920: Krogh · 
1922: Hill, Meyerhof · 
1923: Banting, Macleod · 
1924: Einthoven ·
1926: Fibiger · 
1927: Wagner-Jauregg · 
1928: Nicolle · 
1929: Eijkman, Hopkins · 
1930: Landsteiner · 
1931: Warburg · 
1932: Sherrington, Adrian · 
1933: Morgan · 
1934: Whipple, Minot, Murphy · 
1935: Spemann · 
1936: Dale, Loewi · 
1937: Szent-Györgyi · 
1938: Heymans · 
1939: Domagk · 
1943: Dam, Doisy · 
1944: Erlanger, Gasser · 
1945: Fleming, Chain, Florey · 
1946: Muller · 
1947: C. Cori, G. Cori, Houssay · 
1948: Müller · 
1949: Hess, Moniz · 
1950: Kendall, Reichstein, Hench · 
1951: Theiler · 
1952: Waksman · 
1953: Krebs,Lipmann ·
1954: Enders, Weller, Robbins · 
1955: Theorell · 
1956: Cournand, Forssmann, Richards · 
1957: Bovet · 
1958: Beadle, Tatum, Lederberg · 
1959: Ochoa, Kornberg · 
1960: Burnet, Medawar · 
1961: Békésy · 
1962: Crick, Watson, Wilkins · 
1963: Eccles, Hodgkin, Huxley · 
1964: Bloch, Lynen · 
1965: Jacob, Lwoff, Monod · 
1966: Rous, Huggins · 
1967: Granit, Hartline, Wald · 
1968: Holley, Khorana, Nirenberg · 
1969: Delbrück, Hershey, Luria · 
1970: Katz, Euler, Axelrod · 
1971: Sutherland · 
1972: Edelman, Porter · 
1973: Frisch, Lorenz, Tinbergen · 
1974: Claude, De Duve, Palade · 
1975: Baltimore, Dulbecco, Temin ·
1976: Blumberg, Gajdusek · 
1977: Guillemin, Schally, Yalow · 
1978: Arber, Nathans, Smith · 
1979: Cormack, Hounsfield · 
1980: Benacerraf, Dausset, Snell · 
1981: Sperry, Hubel, Wiesel · 
1982: Bergström, Samuelsson, Vane · 
1983: McClintock · 
1984: Jerne, Köhler, Milstein · 
1985: Brown, Goldstein · 
1986: Cohen, Levi-Montalcini · 
1987: Tonegawa · 
1988: Black, Elion, Hitchings · 
1989: Bishop, Varmus · 
1990: Murray, Thomas · 
1991: Neher, Sakmann · 
1992: Fischer, Krebs · 
1993: Roberts, Sharp · 
1994: Gilman, Rodbell · 
1995: Lewis, Nüsslein-Volhard, Wieschaus · 
1996: Doherty, Zinkernagel · 
1997: Prusiner · 
1998: Furchgott, Ignarro, Murad · 
1999: Blobel · 
2000: Carlsson, Greengard, Kandel ·
2001: Hartwell, Hunt, Nurse · 
2002: Brenner, Horvitz, Sulston · 
2003: Lauterbur, Mansfield · 
2004: Axel, Buck · 
2005: Marshall, Warren ·
2006: Fire, Mello ·
2007: Capecchi, Smithies, Evans ·
2008: Zur Hausen, Barré–Sinoussi, Montagnier ·
2009: Blackburn, Greider, Szostak ·
2010: Edwards ·
2011: Beutler, Hoffmann, Steinman ·
2012: Gurdon, Yamanaka ·
2013: Rothman, Schekman, Südhof ·
2014: O'Keefe, Moser, Moser ·
2015: Campbell, Omura, Tu ·
2016: Osumi ·
2017: Hall, Rosbash, Young ·
2018: Allison, Honjo ·
2019: Kaelin, Ratcliffe, Semenza ·
2020: Alter, Houghton, Rice ·
2021: Julius, Patapoutian ·
2022: Pääbo ·
2023: Karikó, Weissman ·
2024: Ambros, Ruvkun